# Pandeiro

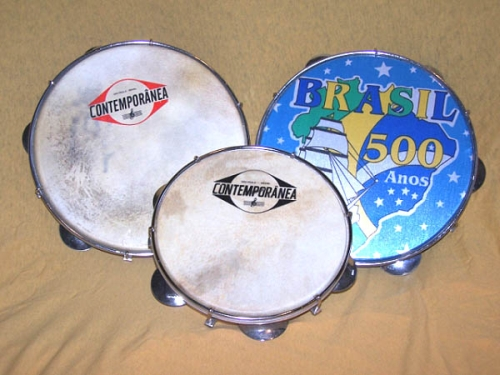
3 Pandeiros: 10 Zoll Naturfell, 10 Zoll Plastikfell und 8 Zoll Naturfell

Das Pandeiro ist eine in der brasilianischen Musik gespielte kleine Rahmentrommel mit Schellenkranz. Durch die leicht gewölbten Schellen (platinelas) entsteht ein Klirren, ähnlich dem Klang einer Hi-Hat beim Schlagzeug. Manche Instrumente haben zwischen den Schellenpaaren eine weitere flache Metallscheibe, deren Zweck es ist, den Klang zu dämpfen und ein Nachscheppern der Schellen zu verhindern. Dadurch wird eine differenziertere Spielweise der Finger- und Handanschläge möglich, die nicht durch den Klang der Schellen beeinträchtigt wird.
Für die verschiedenen Einsatzzwecke wurden unterschiedliche Pandeiros entwickelt. Es gibt sie in Größen zwischen 8 und 14 Zoll, wobei 10 Zoll die gängigste Größe ist. Bespannt werden sie mit Natur- oder Plastikfellen. 
Das Pandeiro bietet eine große Vielfalt an Soundmöglichkeiten. Vor allem die tiefer gestimmten Instrumente mit Naturfell weisen die gesamte Bandbreite vom tiefen, vollen Basston bis zum hohen, scharfen Slap auf. Virtuose Pandeirospieler (zum Beispiel Marcos Suzano) können mit diesem Instrument ein komplettes Schlagzeug ersetzen.

## Einsatz
Das Pandeiro wird traditionell in der Capoeira, dem Samba, dem Pagode und dem Choro eingesetzt. Er wird sowohl in kleinere Ensembles als auch in den großen Sambaschulen gespielt.
Die Spieltechniken und auch die eingesetzten Pandeiros sind in den verschiedenen Musikstilen zum Teil sehr unterschiedlich.
Beim Capoeira wird das Pandeiro am einfachsten gespielt. Es gibt einen Grundrhythmus, der kaum variiert wird und keine großen Anforderungen an die Spieltechnik stellt. Verwendet werden sowohl Natur-, als auch Plastikfellpandeiros in verschiedenen Größen.
In den großen Sambaschulen ist das Pandeiro eher Showinstrument, da es sich mit seiner geringen Lautstärke in den hunderte Mann starken Escolas de Samba kaum Gehör verschaffen kann. Es werden große, mit Plastikfell bespannte Pandeiros eingesetzt, die während des Tanzens jongliert werden. Eine wesentlich wichtigere Rolle spielt das Pandeiro im Pagode. In dieser "Kammermusikversion" des Straßensamba werden Plastikfellpandeiros eingesetzt. 
Im Choro ist das Pandeiro häufig das einzige Percussioninstrument. Hier wird vor allem das tiefe Naturfellpandeiro mit seinem breiten Soundspektrum eingesetzt. An die Spieltechnik werden sehr hohe Anforderungen gestellt: der Pandeirospieler muss sowohl eine rhythmische Basis legen, als auch Akzente in der Melodie mitspielen und die Übergänge zwischen den einzelnen Teilen eines Stücks ausgestalten.
Durch seine Vielseitigkeit kann das Pandeiro in nahezu allen Musikstilen verwendet werden, auch dort, wo es traditionell nicht eingesetzt wird. In der MPB ist es häufig anzutreffen, aber auch beim Forró oder in modernen Funkbands.

## Spieltechnik
Das Pandeiro wird mit der linken Hand waagerecht vor den Körper gehalten (gilt für Rechtshänder). Die rechte Hand schlägt die Töne mit dem Daumen, den Fingerspitzen, dem Handballen oder der flachen Hand. Je nach Stil und gewünschtem Sound, wird das Pandeiro beim Spielen mit der linken Hand so hin- und hergedreht, dass mit den Schellen durchlaufende 16tel gespielt werden (ein wichtiger Aspekt der Marcos-Suzano-Technik). Dies entspricht der HiHat-Funktion beim Schlagzeug. Der Daumen der rechten Hand schlägt entweder einen klingenden, offenen Ton an, oder dämpft diesen Ton ab, indem er auf dem Fell liegen bleibt. Dieser tiefste Ton des Pandeiros, der am Fellrand erzeugt wird, ist vergleichbar mit der Bassdrum des Schlagzeugs. Der offene Ton kann ebenfalls mit den Fingerspitzen erzeugt werden (Mittel- und Ringfinger); diese Technik wurde von Marcos Suzano entwickelt. Schlägt man mit allen Fingerspitzen (Finger sind gestreckt) auf das rechte obere Drittel des Fells (vgl. Conga-Technik), bekommt man einen Slap, der scharf und kurz klingt und der Snaredrum beim Schlagzeug entspricht. Diesen Slap erzeugt man ebenso mit dem Daumen, und zwar im rechten unteren Drittel des Fells; damit sind die Grungschläge der Marcos-Suzano-Technik komplett. Weiterhin hat man (bei Naturfellpandeiros) die Möglichkeit durch Drücken mit dem Daumen der linken Hand, die Spannung des Fells zu beeinflussen, wodurch die Tonhöhe des offenen Tons stufenlos veränderbar ist. Schließlich gibt es noch gedämpfte Töne, die mit Fingerspitzen und Handballen am äußersten Rand des Pandeiros erzeugt werden und vor allem die Schellen als durchlaufende 16tel zum Klingen bringen.
Durch die Kombination und den geschickten Einsatz all dieser Soundmöglichkeiten kann das Pandeiro wie ein Schlagzeug klingen. Vor allem in Verbindung mit einem Mikrofon und guten Einstellungen am Mischpult sind effektvolle Sounds zu erzielen.

## Einige Pandeirospieler
- Marcos Suzano
- Airto Moreira
- Jackson do Pandeiro
- Dudu Tucci